# Bisdom Nazaré
Het bisdom Nazaré (Latijn: Dioecesis Nazarensis in Brasilia) is een rooms-katholiek bisdom met als zetel Nazaré da Mata, in Brazilië. Het bisdom is suffragaan aan het aartsbisdom Olinda e Recife.

## Geschiedenis
Het bisdom werd opgericht op 2 augustus 1918, uit delen van het aartsbisdom Olinda e Recife. 

## Parochies
Het bisdom had in 2021 een oppervlakte van 5.956 km2 en telde 1.078.860 inwoners waarvan 85,0% rooms-katholiek was.

## Bisschoppen
- Ricardo Ramos de Castro Vilela (3 juli 1919 - 16 augustus 1946)
- Carlos Gouvêa Coelho (10 januari 1948 - 14 december 1954)
- João de Souza Lima (6 februari 1955 - 16 januari 1958)
- Manuel Pereira da Costa (20 juni 1959 - 23 augustus 1962)
- Manuel Lisboa de Oliveira (25 februari 1963 - 7 november 1986)
  - Jaime Mota de Farias (hulpbisschop: 14 juli 1982 - 7 november 1986)
- Jorge Tobias de Freitas (7 november 1986 - 26 juli 2006)
- Severino Batista de França (7 maart 2007 - 25 november 2015)
- Francisco de Assis Dantas de Lucena (13 juli 2016 - heden)

Olinda e Recife (aartsbisdom) · Afogados da Ingazeira · Caruaru · Floresta · Garanhuns · Nazaré · Palmares · Pesqueira · Petrolina · Salgueiro